# Гипсагоны
Гипсагоны (лат. Hypsagonus) — род морских лучепёрых рыб из семейства морских лисичек. Этимология названия Hypsagonus: от греческих слов hypi (высокий) и gonio (угол). Длина их тела от 10 (Hypsagonus corniger) до 12 (Hypsagonus quadricornis) см. В спином плавнике 8—11 жёстких и 5—7 мягких лучей. В анальном плавнике 8—11 мягких лучей. Морские демерсальные рыбы, встречаются на глубине от 0 до 452 м . Обитают в северо-западной и северной части Тихого океана. Охранный статус видов рода не определён, они безвредны для человека, объектом промысла не являются

## Виды
Род включает два вида:
- Hypsagonus corniger — Рогатый гипсагон[3], или южный гипсагон[4], или тихоокеанский щитонос[3], или щитонос Бартона[3]
- Четырехрогий гипсагон[4], или северный гипсагон[4]